# تروي باتون
تروي باتون (بالإنجليزية: Troy Patton)‏ هو لاعب كرة قاعدة أمريكي، ولد في 3 سبتمبر 1985 في سبرينغ في الولايات المتحدة.

## وصلات خارجية
- تروي باتون على موقع دوري كرة القاعدة الرئيسي (الإنجليزية)
- تروي باتون على موقعبيزبول رفرنس.كوم (الدوري الرئيسي) (الإنجليزية)
- تروي باتون على موقعبيزبول رفرنس.كوم (الدوري الثانوي) (الإنجليزية)
- تروي باتون على موقع إي إس بي إن.كوم (أم.أل.بي) (الإنجليزية)
- تروي باتون على موقع مشجعي الرسوم البيانية (الإنجليزية)